# 金井大
金井 大（かない だい、1927年〈昭和2年〉1月29日 - 2001年〈平成13年〉6月17日）は、日本の俳優、声優。
長男は俳優の金井節。

## 来歴・人物
群馬県高崎市出身。中央大学専門部法科中退。舞台芸術学院卒業。
劇団群芸、劇団泉座、新協劇団、劇団中芸、東京芸術座、劇団三期会、劇団青俳を経て、小川企画、現代制作舎、東京俳優生活協同組合、中里事務所などに所属していた。
小学校の教員をしていたがまもなく俳優に転向。劇団河童座の設立に参加。小川四郎の芸名で活動した後、高崎演劇サークル設立を経て、劇団群芸に入団。群芸退団後は上京し、劇団泉座に参加。
初舞台は『明るい部屋』の鋼鉄工役。
新藤兼人監督の『第五福竜丸』『竹山ひとり旅』などの映画に出演した他、テレビドラマや舞台などで主に脇役として活躍。
『水戸黄門』など時代劇では悪徳商人やヤクザの親分などの悪役でお馴染みの存在だった。アテレコを特技としており、洋画の吹き替えやアニメなど声優としても活躍した。
2001年6月17日、肺炎のため東京都江東区の病院で死去。74歳没。

## 出演

### テレビドラマ
- ウルトラシリーズ（TBS / 円谷プロ）
  - ウルトラQ 第7話「SOS富士山」（1966年） - 横山巡査
  - ウルトラマン
    - 第20話「恐怖のルート87」（1966年） - 大室公園警備員
    - 第37話「小さな英雄」（1967年） - デパート支配人

  - ウルトラセブン
    - 第3話「湖のひみつ」（1967年） - 吾妻湖の釣り人
    - 第45話「円盤が来た」（1968年） - 工場長
- 悪魔くん（1966年、NET / 東映）
  - 第12話「狼人間」 - 黒木博士
  - 第13話「ドクロンの踊り」 - ピエロ
- 快獣ブースカ 第31話「飛んで来た遊園地」（1967年、CX / 円谷プロ） - 医師
- 素浪人 月影兵庫 第2シリーズ 第35話「もぐらは空に消えていた」（1967年、NET / 東映） - 安藤孫兵衛
- 意地悪ばあさん 第9話「公明選挙の巻」（1967年、YTV / C.A.L）
- 銭形平次（CX / 東映）
  - 第82話「情けの盃」（1967年） - 徳の市
  - 第123話「海鳴りの狼火」（1968年） - 九右ヱ門
  - 第195話「江戸っ子長屋」（1970年） - 熊五郎
  - 第605話「勤続三十年」（1978年） - 佃市兵ヱ
- 河童の三平 妖怪大作戦 第26話「地獄ころがし 後編」（1969年、NET / 東映） - 土蔵坊
- 素浪人 花山大吉 第89話「人質の方がいばっていた」（1970年、NET / 東映） - 和尚
- 鬼平犯科帳（NET / 東宝）
  - 第1シリーズ 第38話「敵（かたき）」（1970年） - 小妻の伝八
  - 第2シリーズ 第1話「剣客」（1971年） - 留吉
- 遠山の金さん捕物帳（NET / 東映）
  - 第8話「天下を狙う男」（1970年） - 権次
  - 第40話「三度笠の男」（1971年） - 浅間屋重造
  - 第74話「江戸をかっ払う男」（1971年） - 鬼源
- 大岡越前（TBS / C.A.L）
  - 第1部 第27話、第28話「天一坊事件」（前編、後編）（1970年9月14、21日） - 天忠
  - 第2部 第8話「罠」（1971年7月5日） - 念仏右衛門
  - 第3部 第23話「狙われた男」（1972年11月20日） - 佐兵衛
  - 第5部 第16話「通りゃんせ」（1978年5月22日） - 仙蔵
  - 第6部 第30話「十手を嵩の悪い奴」（1982年9月27日） - 根岸の藤八
  - 第7部 第10話「薬袋に仕掛けた罠」（1983年6月27日） - 車坂の伝五郎
  - 第9部 第23話「兵助に隠し子がいた!」（1986年3月31日） - 勝五郎
  - 第10部 第15話「凶賊に奪われた十手」（1988年6月6日） - 霞の清兵衛
  - 第11部 第6話「鱈に当たった変な奴」（1990年5月28日） - 聖天の仁造
  - 第12部 第6話「能面の女が雇った刺客」（1991年11月18日） - 遠州屋宗兵衛
  - 第14部 第17話「命を懸けた贋金探索」（1996年10月14日） - 十文字屋
- 特別機動捜査隊（1971年 - 1972年、NET / 東映） - 荒木部長刑事
- 軍兵衛目安箱 第8話「見知らぬ男の夜」（1971年、NET / 東映） - 源蔵
- 人形佐七捕物帳 第11話「怪談 捕物三つ巴」（1971年、NET / 東宝） - 市蔵
- 天皇の世紀 第5話「大獄」（1971年、ABC / 国際放映）
- 二人の素浪人 第15話「渋川宿の陰謀をあばけ」（1972年、CX / 東映） - 諸井軍兵衛
- 恐怖劇場アンバランス 第8話「猫は知っていた」（1973年、CX / 円谷プロ） - 峰岸警部
- 走れ!ケー100 第7話「シュッシュッポッポ海の上!」（1973年、TBS / C.A.L） - アキオの父
- 大河ドラマ（NHK）
  - 国盗り物語（1973年） - 但中
  - 花神（1977年）
  - 黄金の日日（1978年） - 滝川一益
  - 獅子の時代（1980年） - 金子直八
  - 峠の群像（1982年） - 小浜屋源右衛門
  - 徳川家康（1983年） - 糟谷長閑
  - 山河燃ゆ（1984年） - 高野
- おしどり右京捕物車 第8話「囲」（1974年、ABC / 松竹） - 勘次郎
- オズの魔法使い（1974年 - 1975年、テレビマンユニオン / NTV）
- 水戸黄門（TBS / C.A.L）
  - 第2部 第8話「竹とんぼ -八戸-」（1970年11月16日）
  - 第4部（1973年）
    - 第4話「鬼と呼ばれた娘 -三国峠-」 - 首領
    - 第21話「南部鉄瓶由来 - 盛岡-」 - 吉五郎

  - 第5部 第4話「黄門さまのおまじない -諏訪-」（1974年4月22日） - 米田屋太平
  - 第6部 第27話「箱根の山は天下の嶮 -箱根-」（1975年9月29日） - 藤造
  - 第7部 第24話「仇討ち角兵衛獅子 -長岡-」（1976年11月1日） - 万力屋寅蔵
  - 第8部 第6話「自慢高慢馬鹿のうち -駿府-」（1977年8月22日） - 万力屋富蔵
  - 第9部
    - 第4話「芝居になった悪い奴 -福島-」（1978年8月28日） - 虎五郎
    - 第25話「黄門さまの天狗退治 -館林-」（1979年1月22日） - 雷の鉄造

  - 第13部
    - 第5話「ドジな息子の泥棒修業 -清水-」（1982年11月15日） - 伊豆屋九兵衛
    - 第18話「網にかかった悪い雑魚 -石州浜田-」（1983年2月14日） - 津之国屋為五郎

  - 第15部（1985年）
    - 第10話「嫁が支えた唐津焼 -唐津-」  - 井筒屋五平
    - 第26話「黄門様の婿入り志願 -敦賀-」 - 鳴神三五郎
    - 第34話「女壺振り 仇討ち悲願 -松井田-」 - 松井田の源兵衛

  - 第16部 第17話「正義運んだ七里飛脚 -松江-」（1986年8月18日） - 堺屋藤吉
  - 第17部 第15話「南国土佐のいごっそ女房 -高知-」（1987年12月7日） - 三浦弥五兵衛
  - 第18部 第22話「祇園太鼓で悪退治 -小倉-」（1989年2月13日） - 渡海屋
  - 第19部
    - 第4話「大望隠した離縁状 -三春-」（1989年10月16日） - 井筒屋呉平
    - 第17話「輪島塗りに潜む罠 -輪島-」（1990年1月22日） - 舳倉屋三造

  - 第20部（1991年）
    - 第16話「男意気地の博多節 -福岡-」 - 雷の文蔵
    - 第35話「偽者亭主の親孝行 -松本-」 - 伊駒屋

  - 第21部（1992年）
    - 第2話「陰謀暴いた風車 -高山-」 - 権蔵
    - 第12話「無念晴らした夢芝居 -人吉-」 - 泥亀の万兵衛

  - 第23部 第25話「怨念!化け猫騒動 -佐賀-」（1995年1月30日） - 六角屋
  - 第24部
    - 第3話「恋しい人は凶状持ち -駿府-」（1995年10月2日） - 古宿の綱五郎
    - 第21話「鬼と呼ばれた父の真実 -鳥取-」（1996年2月12日） - 勘助
- 大江戸捜査網（12ch→TX / 三船プロ）
  - 第200話「暗殺者たちの罠」（1975年） - 山城屋惣右衛門
  - 第411話「牢獄に秘めた父娘の真実」（1979年） - 源造
  - 第588話「華魁秘録 吉原百人斬り」（1983年） - 西國屋松衛門
- 寺内貫太郎一家2（TBS）
- 石富（1975年）
- Gメン'75（TBS / 東映）
  - 第27話「東京-札幌・刑事の道」（1975年） - 堀口巡査長
  - 第30話「追跡と逃亡! 石狩挽歌」（1975年）
  - 第156話「女子大生誘拐!」（1978年） - 福島モータース社長
  - 第179話「警察署長室ジャック」（1978年） - 安西署長
  - 第275話「警官の妻たちの連続殺人」（1980年） - 川添署長
- 痛快!河内山宗俊 第11話「男が泣いたわらべ唄」（1975年、CX / 勝プロ） - 松代屋
- 鬼平犯科帳 第26話「密偵たちの宴」（1975年、NET / 東宝）　- 竹村玄洞
- 男たちの旅路（1976年、NHK） - 田中清先任長
- 連続テレビ小説（NHK）
  - 雲のじゅうたん（1976年）
  - マー姉ちゃん（1979年） - 警部
- 太陽にほえろ!（NTV / 東宝）
  - 第213話「正当防衛」（1976年） - 青森県警青森署刑事
  - 第256話「ロッキー刑事登場!」（1977年） - 徳田刑事（富士五湖署）
  - 第272話「秘密」（1977年） - 城南署署員
  - 第324話「愛よさらば」（1978年） - 日高刑事（旭川署）
  - 第506話「消えたロッキー」（1982年） - 富沢刑事（長崎県警）
  - 第559話「マザー・グース」（1983年） - 城北署刑事
- 影同心II 第22話「一殺多生の影の肌」（1976年、MBS / 東映） - 河田屋
- いろはの"い" 第30話「オオカミが来た」（1977年、NTV / 東宝） - 大沢歯科院長
- 前略おふくろ様 第2シリーズ 第24話（1977年、NTV） - 斉木
- NHK特集 / 日本の戦後（1977年、NHK）
  - 第1話「日本分割 知られざる占領計画」 - 豊田副武
  - 第5話「一歩退却二歩前進 二・一ゼネスト前夜」 - 徳田球一
- 新五捕物帳（NTV / ユニオン映画）
  - 第11話「心に結ぶ草の露」（1977年） - 美濃屋宗兵衛
  - 第50話「狼が来た」（1978年） - 町医者・徳仙
  - 第159話「江戸の渦巻」（1981年） - 立花屋
- 土曜ワイド劇場（ANB）
  - 「田舎刑事 時間よ、止まれ」（1977年） - 日田警察署長
  - 考古学者シリーズ - 飲み屋のオヤジ
    - 第16作「人恋橋・幽霊殺し」（1994年）
    - 第18作「女教師殺し」（1995年）

  - 棟居刑事シリーズ 第4作「棟居刑事の複合遺恨」（1998年、東宝） - 有馬五郎平
- 暴れん坊将軍シリーズ（ANB / 東映）
  - 吉宗評判記 暴れん坊将軍
    - 第5話「大奥に咲いた春」（1978年） - 木場政
    - 第118話「天下御免の盗ッ人修業」（1980年） - 吉兵衛

  - 暴れん坊将軍II 第189話「仇姿、つよい女が泣きました!」（1987年） - 武蔵屋政五郎
- ポーラテレビ小説 / こおろぎ橋（1978年 - 1979年、TBS） - 加賀屋
- 江戸の渦潮 第23話「命を賭けた男たち」（1978年、CX / 東宝）
- 阿修羅のごとく（1979年、NHK） - 立花（巡査）
- おやこ刑事（1979年、12ch） - 川上課長
- 熱中時代（NTV / ユニオン映画）
  - 刑事編 第8話「熱中刑事ついに結婚」（1979年、NTV） - 森山
  - 先生編 第2シリーズ（1980年）
    - 第14話「北野先生をやめさせないで」 - 刑事
    - 第26話「サギ師と裸の王様」 - 松島刑事
- 俺たちは天使だ! 第16話「運が良ければキャンピング」（1979年、NTV / 東宝） - 工場長
- 江戸の牙 第12話「純情 魚河岸の政」（1979年、ANB / 三船プロ） - 清右衛門
- 長七郎天下ご免!（テレビ朝日）
  - 第20話「恋も蕾の仇討ち」（1980年） - 観音の藤兵衛
  - 第44話「恋も一途の仇討奉公」（1980年） - 石見屋作兵衛
- ミラクルガール 第7話「美人探偵潜入作戦」（1980年、12ch / 東映)
- 2年B組仙八先生 第14話「僕だけの先生」（1981年、TBS） - 町内会長
- 西部警察シリーズ（ANB / 石原プロ）
  - 西部警察 PART-II 第35話「娘よ 父は…浜刑事・絶命」（1982年） - 太田正行
  - 西部警察 PART-III 第28話「大将と二等兵」（1983年） - 横須賀港南署署長・秋田幸之進
- 立花登 青春手控え 第4話「返り花」（1982年、NHK）
- おれたち夏希と甲子園（1982年、NHK） - 夏希の父
- 天まであがれ! パート2（1983年、NTV / ユニオン映画） - PTA会長
- 御宿かわせみ 第2シリーズ 第19話「狐の嫁入り」（1983年、NHK） - 栗駒屋伝右衛門
- 特捜最前線 第380話「老刑事・対決の72時間!」（1984年、ANB / 東映）
- 松本清張サスペンス・箱根初詣で（1986年、KTV / 松竹）
- 江戸を斬る シリーズ（TBS / C.A.L）
  - 江戸を斬るIV（1979年）
    - 第11話「娘軽業師危機一髪」 - 弾蔵
    - 第25話「十手で風切る悪い奴」 - 近江屋彦蔵

  - 江戸を斬るV（1980年）
    - 第3話「雛祭り娘目明し初手柄」 - 大野屋勝蔵
    - 第11話「仮面の悪魔は夢じゃない」 - 銭屋宗兵衛

  - 江戸を斬るVI 第7話「おゆきに惚れたいい男」（1981年） - 大島屋勘蔵
  - 江戸を斬るVII 第8話「邪剣断った白頭巾」（1987年） - 丹波屋伍兵ヱ
- 銭形平次（1987年、NTV / ユニオン映画）
  - 第5話「江戸っ娘気質」 - 平戸屋
  - 第26話「旅立ち」
- 長七郎江戸日記  第2シリーズ（NTV / ユニオン映画）
  - 第10話「母ひとり旅」（1988年） - 甲州屋
- 八百八町夢日記（NTV / ユニオン映画）
  - 第1シリーズ SP2「一千両の大勝負」（1989年） - 甚九郎
  - 第2シリーズ 第15話「泣くな、真四郎」（1992年） - 和泉屋
- さすらい刑事旅情編 第18話「上越新幹線とき・雪に消えた花嫁」（1989年、ANB / 東映）
- ゴリラ・警視庁捜査第8班（1990年、ANB / 石原プロ） - 日下義郎（日下外科医院医師）
- 特捜エクシードラフト 第38話「不発弾、出前一丁」（1992年、ANB / 東映） - 五代作吾
- 俺たちルーキーコップ 第9話「大混戦」（1992年、TBS / セントラル・アーツ）
- 腕におぼえあり 第1シリーズ 第5話「夜の老中」（1992年、NHK） - 土方
- 江戸の用心棒 第25話「身代り清三郎、鬼になる!」（1995年、NTV） - 山崎屋徳兵衛
- 古畑任三郎（CX / 共同テレビ）
  - 第17回「赤か、青か」（1996年） - 警備員（真鍋茂） 役
  - 第30回「灰色の村」（1999年） - 鬼頭
- 櫂（1999年、NHK）
- ナニワ金融道 パート4（1999年、CX） - 村人
- 水曜劇場 / ナオミ（1999年、CX）
- 金曜エンタテイメント / 津軽海峡ミステリー航路 第1作（2002年、CX / 東宝） - 友納啓吉

### 映画
- 第五福竜丸（1959年、大映）
- わが生涯は火の如く（1961年、東映）
- 背後の人（1965年、松竹）
- 若者たち（1967年、俳優座、新星映画社）
- スクラップ集団（1968年、松竹）
- 荒い海（1969年、日活）
- 君が若者なら（1970年、松竹）
- 甦える大地（1971年、松竹 / 石原プロ）
- 婉という女（1971年、ほるぷ映画）
- あゝ声なき友（1972年、松竹）
- 必殺仕掛人（1973年、松竹）
- わが道（1974年、近代映画協会）
- 桜の森の満開の下（1975年、東宝）
- 東京湾炎上（1975年、東宝） - 初山船医[13]
- 竹山ひとり旅（1977年、近代映画協会）
- 夜叉ヶ池（1979年、松竹）
- さすらいのトラブルバスター（1996年、松竹）
- HAPPY PEOPLE ハッピーピプル（1997年、バップ）
- なぞの転校生（1998年、メディア・ボックス）
- 死国（1999年、東宝）

### 舞台
- 旅立ち（1975年）

### バラエティ
- タケちゃんの思わず笑ってしまいました（フジテレビ）
  - Part2 刑事コント「太陽に叫べ!」（1983年） - 八曲署刑事
  - Part5 コントドラマ「定年の日」（1985年） - 部長
  - Part8 コント「THE会議室」（1986年） - 北野物産専務

### 吹き替え

#### 担当俳優
アーネスト・ボーグナイン
- 去り行く男（シェップ・ホーガン）
- 西部戦線異状なし (テレビ映画)（カチンスキー）
- ニューヨーク1997（キャビー） ※日本テレビ版
- 北極の基地/潜航大作戦（バスロフ）※日本テレビ版

#### 洋画・海外ドラマ
- 熱いトタン屋根の猫（ビッグ・ダディ） - バール・アイヴス ※東京12チャンネル版
- アラモ（サム・ヒューストン将軍） - リチャード・ブーン ※NETテレビ版
- ウィンチェスター銃'73（ウィルクス軍曹） - ジェイ・C・フリッペン ※テレビ朝日版
- 大いなる西部（ルーファス･ヘネシー） - バール・アイヴス ※NETテレビ旧版
- オルカ（ノバック） - キーナン・ウィン ※日本テレビ版
- オーメン（カール・ブーゲンハーゲン） - レオ・マッカーン ※LD版
- オーメン2/ダミアン（カール・ブーゲンハーゲン） - レオ・マッカーン ※LD版
- 黄色いリボン（クインキャノン軍曹） - ヴィクター・マクラグレン ※フジテレビ版
- キングコング（ロス船長） - ジョン・ランドルフ ※テレビ朝日旧版
- 恐怖のメロディ（バーテンダー） - ドン・シーゲル ※日本テレビ版
- ゲッタウェイ（カウボーイ） - スリム・ピケンズ ※フジテレビ版
- 刑事コロンボシリーズ - バル・アベリー
  - 権力の墓穴（アーティ・ジェサップ）
  - 仮面の男（ルーイ）
- 五月の七日間（レイ・クラーク上院議員） - エドモンド・オブライエン ※NETテレビ版
- 十二人の怒れる男（10番陪審員） - エド・ベグリー ※日本テレビ版
- スタスキー&ハッチ（ドビー主任） - バーニー・ハミルトン
- スティング（ルーサー・コールマン）- ロバート・アール・ジョーンズ ※日本テレビ版
- 大草原の小さな家（エドワーズ） - ヴィクター・フレンチ
- タイムトンネル「Dデー二日前」（レジスタンス）
- 大列車作戦（ブール機関士） - ミシェル・シモン ※NETテレビ新版
- 逃亡者　#119（トラックドライバー） - ジェームス・ノーラン
- 泥棒成金（ベルタニ） - シャルル・ヴァネル ※TBS版
- ミクロの決死圏（カーター） - エドモンド・オブライエン ※テレビ朝日旧版
- 夕陽に立つ保安官（ジェイク） - ジャック・イーラム ※NETテレビ版
- ラレード（リース・ベネット） - ネヴィル・ブランド

### テレビアニメ
1963年
- 鉄腕アトム (アニメ第1作)

1980年
- 怪物くん（怪物大王）

1989年
- ジャングル大帝（象）

### 劇場アニメ
1981年
- 怪物くん 怪物ランドへの招待（怪物大王）

1982年
- 怪物くん デーモンの剣（怪物大王）

1985年
- ドラえもん のび太の宇宙小戦争（ゲンブ）

### ゲーム
1998年
- 街 〜運命の交差点〜（沼田岳義） ※実写出演

### その他
- こどもにんぎょう劇場（NHK教育）
  - 「最後の一葉」（放送年不明）
  - 「コルニーユ親方のひみつ」（放送年不明）

### ラジオドラマ
- FMシアター 桜堤舗装事件（1987年12月12日、NHK-FM） - 区長